# Parque nacional de las Montañas Budo-Sungai Padi
El Parque Nacional de las Montañas Budo-Sungai Padi, es un parque nacional del sur de Tailandia, que se extiende por 341 kilómetros cuadrados de las provincias de Narathiwat, Yala y Pattani. Fue declarado en 1999.

## Localización
Al parque se puede llegar viajando unos 28 km a lo largo de la autovía, « Highway No. 42 » a « Amphoe Bacho » y tomando la carretera de acceso durante unos 2 km más. 
El Parque Sugaipadee comprende los sectores de Budo (189 km²) y el de Sungai-Padi (152 km²) en la parte sur de Tailandia en la provincia de Narathiwat. 

## Historia
El parque alberga una Flora característica de Malasia o Flora de Sunda, y fue registrado como un parque nacional en 1999, con la intención de proteger la fauna y la flora de la zona así como los hábitos de vida de las gentes que por aquí habitan, implicándoles en su conservación.

## Lugares de interés
Entre los lugares dignos de visitar dentro del parque se encuentran:
- « Namtok Ba Cho » esta es la cascada más conocida de la provincia de Narathiwat. Las cascadas se encuentran en un gran cortado al oeste de « Khao Nam Khang », una montaña de los « Budo Ranges ». En esta zona se descubrió en la década de 1990 una nueva especie de árbol el « Yan Da Oh » (Bauhinia auroifolia con hojas de colores dorados con tonos cambiantes a lo largo del año).

- « Namtok Chatwarin » una bella cascada en « Tambon To Deng », Amphoe Sungai Padi, se encuentra a unos 3 km desde la estación de ferrocarril de Deng. La cascada se origina en las montañas « Bukit Navae » y fluye a través de siete cascadas. En su parte baja hay una Sala de descanso.

- « Wat Chonlathara Singhe », aquí se encuentra « Amphoe Tak Bai »  templo importante y de bella factura que se ubica próximo al río Tak Bai. Edificado durante el reinado del rey Rama V, alberga unas bellas pinturas murales salidas de la mano de un monje pintor de Songkhla, y en la sala de los sermones representa un estilo artístico mezcla de las arquitecturas china y del sur de Tailandia. En una vieja capilla en el interior, hay una escultura del dios Vishnú de las 4 manos, trabajo en cerámica de la dinastía Sung de China y una imagen sedente de Buda de gran tamaño en el exterior.